# Jonathan Hancock
Jonathan Hancock (* 12. Februar 1972) ist ein englischer Gedächtnissportler, der 1994 Gedächtnisweltmeister wurde. Hancock ist Großmeister im Gedächtnissport.
Er arbeitet derzeit für das BBC Radio Oxford und hat mehrere Bücher über Gedächtnistechniken veröffentlicht.

## Veröffentlichungen
- Jonathan Hancock’s mindpower system. Hodder & Stoughton, London 1995, ISBN 0-340-64030-8.
- Boost your mindpower. Coronet, London 1996, ISBN 0-340-68179-9.
- Mega memory. Hodder Children’s, London 1996, ISBN 0-340-65703-0.
- Codebreakers. Hodder Children’s, London 1997, ISBN 0-340-69347-9.
- Memory workout. Hodder Children’s, London 1999, ISBN 0-340-73626-7.
- Effective memory techniques in a week. Hodder & Stoughton, London 1999, ISBN 0-340-74241-0.
- Maximise your memory. David & Charles, Newton Abbot 2000, ISBN 0-7153-1108-5.
- How to be a genius. Oxford University Press, Oxford 2000, ISBN 0-19-910739-4.

### Deutschsprachige Übersetzungen
- Das Gedächtnis der Sieger. Droemer Knaur, v 1996, ISBN 3-426-82097-8.
- Schnellkurs perfektes Gedächtnis. Bechtermünz-Verlag, Augsburg 2000, ISBN 3-8289-2354-2.
- Gehirn-Power. Bassermann, München 2002, ISBN 3-8094-1197-3.